# Kathryn Dwyer Sullivan
Kathryn Dwyer Sullivan dr. (Paterson, New Jersey, 1951. október 3. –) amerikai, geológus, űrhajósnő. Az első amerikai nő, aki űrsétát tett.

## Életpálya
1973-ban a University of California (Santa Cruz) keretében geológiából kapott oklevelet. 1978-ban a Dalhousie Egyetem Halifax (Új-Skócia, Kanada) keretében geológiából doktorált (Ph.D.) A haditengerészet oceanográfiai tisztje, kapitány.
1978. január 16-tól a Lyndon B. Johnson Űrközpontban részesült űrhajóskiképzésben. 1992-ben elnöke (vezető kutató) a Nemzeti Óceán- és Légköri Hivatalnál (NOAA). Szabadidejében motoros és vitorlázó repülőgépeket vezet. Három űrszolgálata alatt összesen 22 napot, 4 órát és 49 percet (533 óra) töltött a világűrben. Egy alkalommal végzett űrsétát (kutatás, szerelés), ahol 3 óra 29 percet töltött az űrrepülőgépen kívül. Az első amerikai nő, aki űrsétát végzett. Űrhajós pályafutását 1993 júniusában fejezte be. 1996-tól 2006-ig Columbus Center of Science and Industry (COSI), Ohio. 2004-ben George W. Bush elnök Nemzeti Tudományos Tanácsának tagja. 2005-ben nyugállományba vonult, de továbbra is tudományos tanácsadó. 2011-től Barack Obama adminisztrációjában kereskedelmi miniszter helyettese (ügyvezető-helyettese a Nemzeti Óceán-és Légköri Intézetnek).

## Űrrepülések
- STS–41–G, Challenger űrrepülőgép 6. repülésének küldetésfelelőse. Egy műholdat állítottak pályairányba. Filmre vették a teljes szolgálatot, amiből dokumentumfilm készült. Társ kutató a Shuttle Imaging Radar-B (SIR–B) kísérletben. Első űrszolgálata alatt összesen 8 napot, 5 órát, 23 percet és 33 másodpercet (197 óra) töltött a világűrben. Űrsétája alatt megállapították, hogy az űrrepülőgépet menet közben is fel lehet tölteni üzemanyaggal. 5 293 847 kilométert (3 289 444 mérföldet) repült, 133 alkalommal kerülte meg a Földet.
- STS–61–J küldetés küldetésfelelőse lett volna. A Challenger-katasztrófa miatt törölték a programot.
- STS–31, a Discovery űrrepülőgép 10. repülésének küldetésfelelőse. A Hubble űrtávcsővet vitték magasabb pályára.  Második űrszolgálata alatt összesen 5 napot, 1 órát és 16 percet (121 óra) töltött a világűrben. 3 328 466 kilométert (2 068 213 mérföldet) repült, 80 kerülte meg a Földet.
- STS–45, az Atlantis űrrepülőgép 11. repülésének küldetésfelelőse. Az ASTRO–1 obszervatóriumot helyezték pályára.  Hét ország, mintegy 200 tudósa által összeállított programot végeztek. Harmadik űrszolgálata alatt összesen 8 napot, 22 órát és 9 percet (214 óra) töltött a világűrben. 5 211 340 kilométert (3 238 180 mérföldet) repült, 143 kerülte meg a Földet.

## Kitüntetések
- 2004-ben bekerült a Hall of Fame Astronaut emlékhelyre.